# کاخا رورال–سگوروس رخا
کاخا رورال-سگوروس رخا (اسپانیایی: Caja Rural–Seguros RGA‎) یک تیم دوچرخه‌سواری در کشور اسپانیا است.
این تیم در سال ۲۰۱۰ تأسیس شده‌است، لوئیس لئون سانچس دوچرخه‌سوار این تیم در رده‌بندی کوهستان در ووئلتا اسپانیا ۲۰۱۴ به مقام اول دست پیدا کرده‌است.